# Pierrefitte-Nestalas
Pierrefitte-Nestalas là một xã thuộc tỉnh Hautes-Pyrénées trong vùng Occitanie tây nam nước Pháp. Xã này nằm ở khu vực có độ cao trung bình 480 mét trên mực nước biển.
Pierrefitte-Nestalas là phần phía nam của thung lũng Lavedan ở dãy núi Pyrenees.